# Teachey (Caroline du Nord)
Teachey est une ville américaine située dans le comté de Duplin dans l'État de Caroline du Nord. En 2010, sa population était de 376 habitants.

## Démographie
| 1880 | 1890 | 1910 | 1920 | 1930 | 1940 |
| ---- | ---- | ---- | ---- | ---- | ---- |
| 56   | 52   | 154  | 164  | 140  | 228  |

| 1950 | 1960 | 1970 | 1980 | 1990 | 2000 |
| ---- | ---- | ---- | ---- | ---- | ---- |
| 226  | 187  | 219  | 373  | 244  | 245  |

| 2010 | - | - | - | - | - |
| ---- | - | - | - | - | - |
| 376  | - | - | - | - | - |

## Source de la traduction
- (en) Cet article est partiellement ou en totalité issu de l’article de Wikipédia en anglais intitulé « Teachey, North Carolina » (voir la liste des auteurs).